# Josette Sheeran

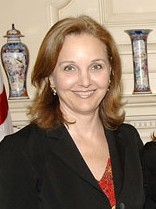
Josette Sheeran

Josette Sheeran (Orange, 12 juni 1954) was van april 2007 tot april 2012 het hoofd van het wereldvoedselprogramma (WFP) van de Verenigde Naties.
Zij werd in november 2006 benoemd door secretaris-generaal Kofi Annan en de algemeen directeur van de Voedsel- en Landbouworganisatie van de VN, Jacques Diouf. Voordat zij in april 2007 met deze baan begon, was Sheeran sinds augustus 2005 de Amerikaanse onderminister van economische zaken, zaken en agricultuur. In april 2012 werd Sheeran als WFP Executive Director opgevolgd door de eveneens Amerikaanse Ertharin Cousin.
Sheeran is vicevoorzitter van het World Economic Forum.
- International Standard Name Identifier: 0000 0003 7599 8314
- Library of Congress Control Number: no2004072724
- Virtual International Authority File: 252479927